# Terry Williams
Terry Williams (ur. 11 stycznia 1948 w Swansea, Walia) – brytyjski muzyk, perkusista. Członek zespołu Rockpile, a później Dire Straits. Jako muzyk studyjny wziął udział w nagraniu wielu płyt popularnych artystów rockowych, country and rockowych i popowych, grał m.in. z Kennym Rogersem, Nickiem Lowe, Tiną Turner, Dolly Parton, Cliffem Richardsem.